# Richard O'Connor
El General Sir Richard Nugent O'Connor KT GCB DSO amb Barra MC (21 d'agost de 1889 – 17 de juny de 1981 va ser un general de l'Exèrcit Britànic, que comandà la Força del Desert Occidental a l'inici de la Segona Guerra Mundial. Va ser el comandant de camp de l'Operació Compàs, en la que les seves tropes van destruir un exèrcit italià molt major, victòria que pràcticament expulsà a l'Eix d'Àfrica i que provocà que Adolf Hitler hi enviés al Deutsches Afrika Korps per redreçar la situació. O'Connor va ser capturat per una patrulla de reconeixement alemanya la nit del 7 d'abril de 1941, i passà gairebé dos anys en un camp de presoners de guerra italià. Va aconseguir escapar al desembre de 1943, i el 1944 comandà el VIII Cos britànic a Normandia i després durant l'Operació Horta. El 1945 va ser Oficial en Cap del Comandament Oriental a l'Índia i, durant els darrers dies del comandament britànic al sub-continent, encapçalà el Comandament Nord. La seva darrera tasca a l'exèrcit va ser Adjunt General a les Forces a Londres, a càrrec de l'administració, el personal i l'organització de l'exèrcit britànic.
En honor del seu servei de guerra, O'Connor va ser reconegut amb el màxim grau en dos ordes de cavalleria diferents (l'Orde del Card i l'Orde del Bany). A més, va ser condecorat en dues ocasions amb l'Orde del Servei Distingit, amb la Creu Militar, la Creu de Guerra francesa i amb la Legió d'Honor; i serví com a del Rei Jordi VI. A més, va ser mencionat als Despatxos en nou ocasions durant la I Guerra Mundial, una a Palestina el 1939 i tres més durant la Segona Guerra Mundial.

## Biografia

### Inicis i Primera Guerra Mundial
O'Connor va néixer a Srinagar, Kashmir, Índia, el 21 d'agost de 1889. El seu pare era major als Reials Fusellers Escocesos, i la seva mare era filla d'un anterior Governador de les províncies centrals de l'Índia. Assistí a l'Escola del Castell de Tonbridge el 1899 i a la The Towers School a Crowthorne el 1902. El 1903, després de la mort del seu pare en un accident, passà a la Wellington School a Somerset. El 1908 assistí a la Reial Acadèmia Militar de Sandhurst; rebent el nomenament de tinent de 2a a l'octubre i enviat al 2n Batalló dels Cameronians. A partir d'aquest moment i durant tota la seva via mantindria un estret lligam amb aquesta unitat. El gener de 1910, el batalló va ser transferit a Colchester, on va rebre preparació de senyals i fusellers. Entre 1911 i 1912 va ser destinat a Malta, on O'Connor serví com a oficial de senyals del regiment.
Durant la I Guerra Mundial, O'Connor serví com a oficial de senyals de la 22a Brigada a la 7a Divisió i capità al comandament de la 7a Companyia de Senyals de la divisió i major en funcions a la 91a Brigada. Va ser condecorat amb la Creu Militar al febrer de 1915. Al març d'aquell mateix any va combatre a Arràs i a Bullecourt. O'Connor va rebre l'Orde del Servei Distingit i nomenat tinent coronel en funcions al comandament del 2n batalló d'infanteria de la Honourable Artillery Company, que formava part de la 7a Divisió, al juny de 1917. al novembre, la divisió rebé ordres per donar suport als italians contra les tropes austro-hongareses al riu Piave. A finals d'octubre de 1918, el 2n Batalló capturà l'illa de Grave di Papadopoli, al riu Piave, per la qual O'Connor rebria la Medalla de Plata al Valor Militar italiana i afegiria una barra a la seva Orde del Servei Distingit.
Al final de la guerra, O'Connor tornaria al seu rang de capità.

### Anys d'entreguerres
O'Connor assistí a l'Acadèmia d'Estat Major de Camberley el 1920. Entre els altres destins d'O'Connor durant el període entre ambdues guerres mundials està un nomenament com a brigada major de la Brigada Experimental (ó 5a Brigada) sota el comandament de J.F.C. Fuller, que va formar-se per provar mètodes i procediments per usar els tancs i els avions coordinadament amb la infanteria i l'artilleria.
Tornà a la seva antiga unitat, The Cameronians, com a adjunt entre 1924 i 1925. Entre 1925 i 1927 serví com a comandant de companyia a Sandhurst. Tornà a l'Acadèmia d'Estat Major de Camberley com a instructor entre 1927 i 1929. El 1930, O'Connor serví de nou amb el 1r Batalló dels Cameronians a Egipte i, entre 1931 i 1932 a Lucknow, Índia. Entre 1932 i 1934 va ser oficial de l'estat major general, grau 2 a l'Oficina de Guerra. Assistí a l'Acadèmia de Defensa Imperial a Londres el 1935. A l'octubre d'aquell mateix any, havent estat promogut a brigadier, assumí el comandament de la Brigada Peshawar al nord-oest de l'Índia. El setembre del 1938, O'Connor va ser promogut a major general i nomenat comandant de la 7a Divisió d'Infanteria a Palestina, amb la responsabilitat afegida de Governador Militar de Jerusalem.
L'agost de 1939, la 7a Divisió va ser enviada a la fortalesa de Mersa Matruh, Egipte, on O'Connor preparà les defenses de la zona contra un atac potencial del Desè Exèrcit italià, que es trobava a la frontera de Libia.

### Segona Guerra Mundial

#### L'ofensiva italiana i l'OperacióCompàs

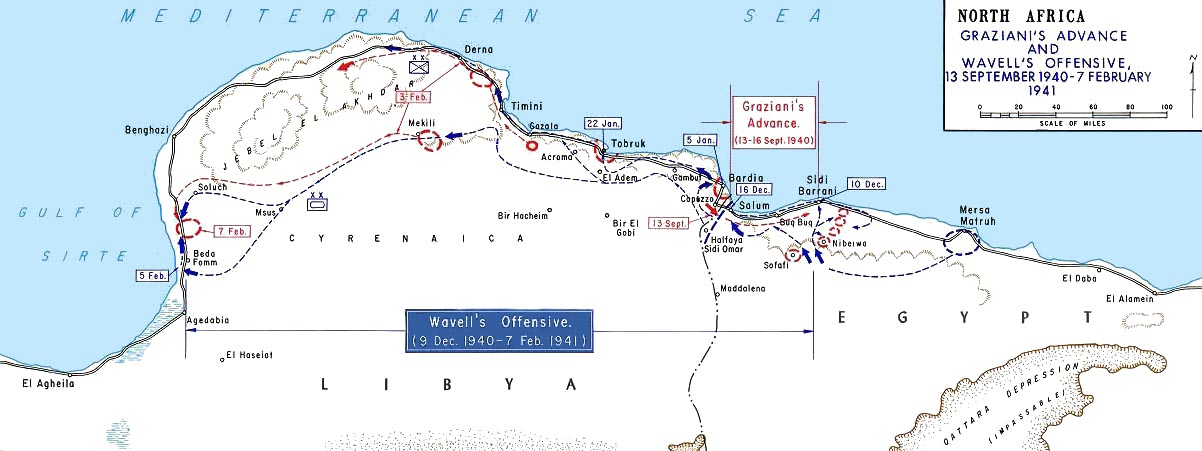
L'ofensiva italiana I l'Operació Compas, del 13 de setembre de 1940 al 7 de febrer de 1941.

El 10 de juny de 1940, Itàlia declarà la guerra a Gran Bretanya i França i, poc després, O'Connor va ser nomenat Comandant de la Força del Desert Occidental. El Tinent-General Maitland Wilson, comandant de les tropes britàniques a Egipte, li encarregà que expulsés als italians d'Egipte, que protegís el Canal de Suez i els interessos britànics abans no fossin atacats.
El 13 de setembre, Graziani atacà: les seves divisions d'avançada van aconseguir penetrar 60km a Egipte, fins que arribaren a Sidi Barrani i, curts de subministraments, començaren a fortificar-se. Llavors, O'Connor preparà el contraatac. Tenia la 7a Divisió Blindada i la 4a Divisió d'Infanteria Índia, a més de dues brigades. Les tropes britàniques i de la Commonwealth a Egipte ascendies fins a 36.000 homes. Els italians tenien gairebé 5 vegades més aquest nombre, a més de centenars de tancs més i de peces d'artilleria, així com el suport d'una força aèria molt superior. Mentrestant, van sortir petites columnes d'exploradors de la 7a Blindada i del recentment creat Grup de Llarg Abast del Desert per provar i assetjar els italians (això marcà l'inici del que es considerà el Servei Aeri Especial. La Royal Navy i la Royal Air Force donarien suport a l'atac bombardejant els punts forts de l'enemic, els camps d'aviació i les zones de rereguarda.

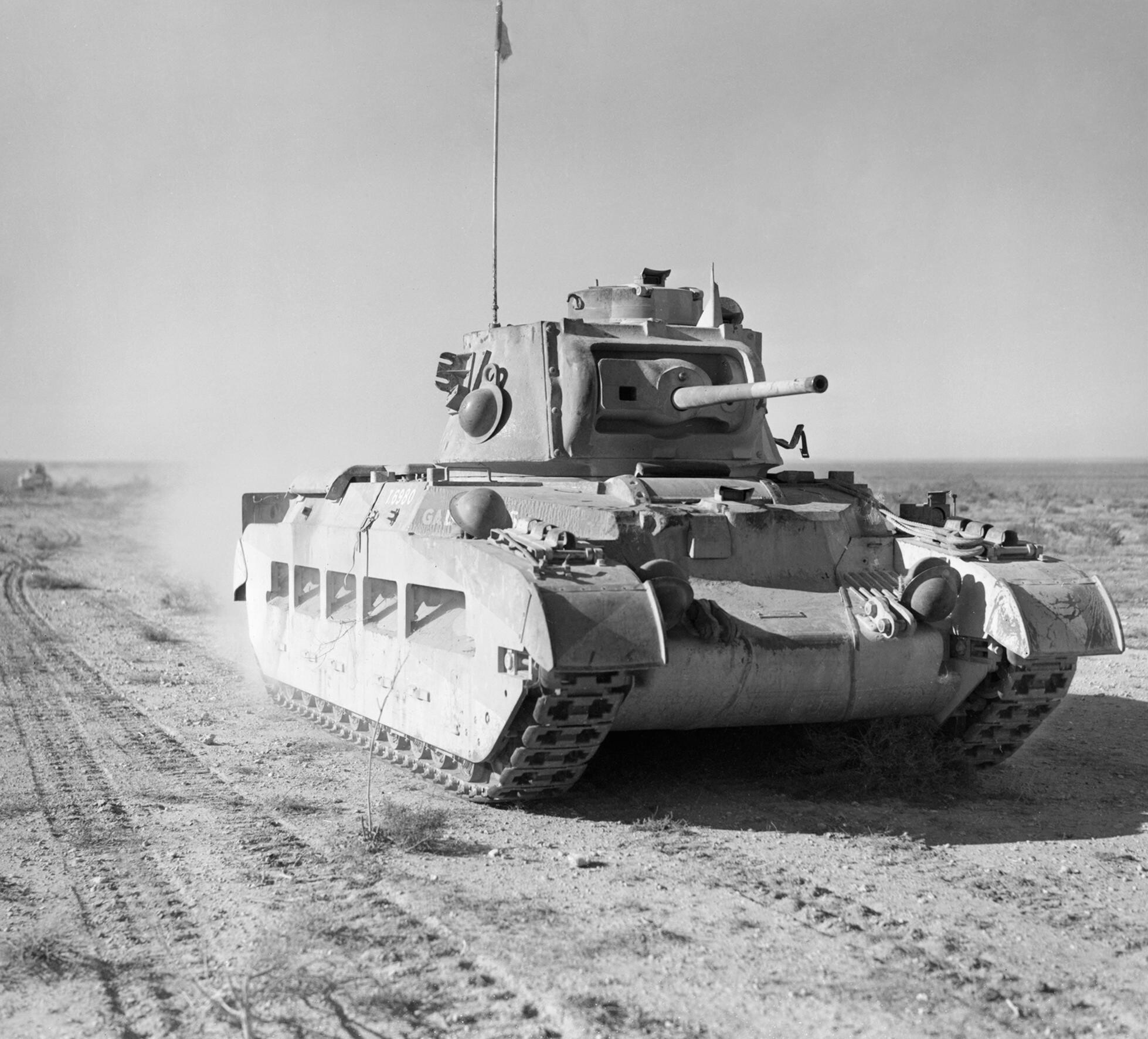
Un tanc Matilda avança per Egipte durant l'Operació Compàs

La contraofensiva, amb nom clau Compàs, s'inicià el 8 de desembre de 1940. Les forces relativament petites d'O'Connor, de només 31.000 homes, 275 tancs i 120 peces d'artilleria, hàbilment ajudades per una ala de la RAF i per la Royal Navy, penetraren per les defenses italianes a Sidi Barrani, prop de la costa. La Força del Desert atacà les zones de rereguarda italianes, barrant-los el pas entre el desert i la costa, i capturant un punt fort rere l'altre aïllant-los. Els canons italians demostraren que no eren cap amenaça pels tancs Matilda britànics, i els seus projectils rebotaven contra el blindatge. A mitjans de desembre, els italians havien estat expulsats d'Egipte, deixant 38.000 presoners i una gran quantitat d'equipament.
La Força del Desert s'aturà per descansar breument abans de seguir l'assalt cap a la Libia italiana, per enfrontar-se a les restes desorganitzades de l'exèrcit de Graziani. En aquell moment, el comandant en cap de l'Orient Mitjà, General Sir Archibald Wavell, ordenà a la 4a Divisió Índia que es retirés per servir de punta de llança de la invasió de l'Àfrica Oriental Italiana. Aquesta divisió veterana havia de ser reemplaçada per la inexperta 6a Divisió Australiana que, a més, no estava preparada per a la guerra al desert. Malgrat aquest contratemps, l'ofensiva continuà amb un retard mínim, i a finals de mes, la 6a Australiana assetjà i conquerí Bardia, on capturà 40.000 presoners més i 400 canons.
A inicis de gener de 1941, la Força del Desert Occidental va passar a anomenar-se XIII Corps. El 9 de gener, l'ofensiva tornà a arrencar. Pel 12, l'estratègic port de Tobruk quedava envoltat; i el 22, es rendia amb 27.000 presoners, a més de grans quantitats de subministraments, menjar i armament. Com que Tobruk havia caigut, es decidí que el XIII Cos respongués directament a Wavel al Quarter General del Comandament de l'Orient Mitjà i retirant el Quarter General de les Tropes Britàniques a Egipte de la cadena de comandament. El 26 de gener, la resta de tropes italianes a la Líbia oriental començaren a retirar-se cap al nord-oest a través de la cost. O'Connor es mogué de pressa per perseguir-los, enviant els seus blindats cap al sud-oest a través del desert en un ampli moviment de flanqueig, mentre que la infanteria els perseguia per la costa cap al nord. L'avanç de les unitats lleugerament blindades de la 4a Brigada Mecanitzada arribaren a Beda Fomm el 5 de febrer, abans que els italians en retirada, tallant-los així la carretera de la costa i la via d'escapament. Dos dies després d'un costós i fracassat intent per trencar el bloqueig, i amb el cos principal britànic arribant des de Bengasi, els italians, desmoralitzats i exhausts, es rendien incondicionalment. O'Connor i van enviar un telegrama a Wavell, "Guineu morta a camp obert..."
En dos mesos, el XIII Cos/Força del Desert Occidental, havia avançat uns 1.300km, destruït tot un exèrcit italià de 10 divisions, capturant 130.000 presoners, 400 tancs i 1.292 canons a un cost de 500 morts i 1.373 ferits. En reconeixement, O'Connor va ser nomenat Cavaller Comandant de l'Orde del Bany, la primera dels seus dos ordes de cavalleria.

#### Captura
Tot i l'èxit, l'Operació Compàs no estava complerta en un sentit estratègic: els italians encara controlaven la major part de Líbia i posseïen tropes amb les que s'hauria de combatre. La presència de l'Eix al nord d'Àfrica seguia sent una amenaça potencial per Egipte i el Canal de Suez mentre que continués aquesta situació. O'Connor tenia això present i urgí a Wavell que li permetés continuar fins a Trípoli amb tot fins a acabar amb els italians. Wavell es mostrà d'acord, així com el Tinent General Henry Maitland Wilson, llavors governador general de la Cirenaica, i el XIII Cos tornà a l'atac. Però la nova ofensiva d'O'Connor duraria poc. Quan el Cos arribà a El Agheila, just al sud-oest de Beda Fomm, Churchill ordenà que l'atac s'aturés allà. L'Eix havia envaït Grècia i Wavell havia ordenat que s'enviessin allà totes les forces disponibles. Wavell va prendre la 6a Divisió Australiana, a més de part de la 7a Divisió Blindada i la major part del suport aeri per cobrir l'operació. El Quarter General del XIII Cos quedà malmès, i O'Connor va ser nomenat comandant de les tropes britàniques egípcies al Cairo.
Però les coses encara podien empitjorar molt més pels britànics. Al març de 1941, Hitler envià al general Erwin Rommel al capdavant de l'Afrika Korps per ajudar els italians de Líbia. Wavell i O'Connor havien d'enfrontar-se amb un formidable rival la intel·ligència, recursos i voluntat li farien adquirir el sobrenom de la Guineu del Desert. Rommel triga poc temps a llançar la seva pròpia ofensiva el 31 de març. La inexperta 2a Divisió Blindada va ser derrotada contundentment, i el 2 d'abril, Wavell va anar al front per rebre notícies, juntament amb el tinent general Sir Philip Neame, ara comandant de les tropes britàniques i de la Commonwealth a Cirenaica (Wilson havia abandonat el comandament de la força expedicionària aliada a Grècia). O'Connor va haver d'anar al Caire l'endemà, però declinà assumir el comandament de Neame donada la seva mancança de familiaritat amb les condicions existents. Acordà quedar-se per aconsellar, no obstant.
El 6 d'abril, O'Connor i Neame, mentre que viatjaven cap al seu quarter general, que havia estat desplaçat de Maraua fins a Timimi, sent capturats per una patrulla alemanya prop de Martuba.

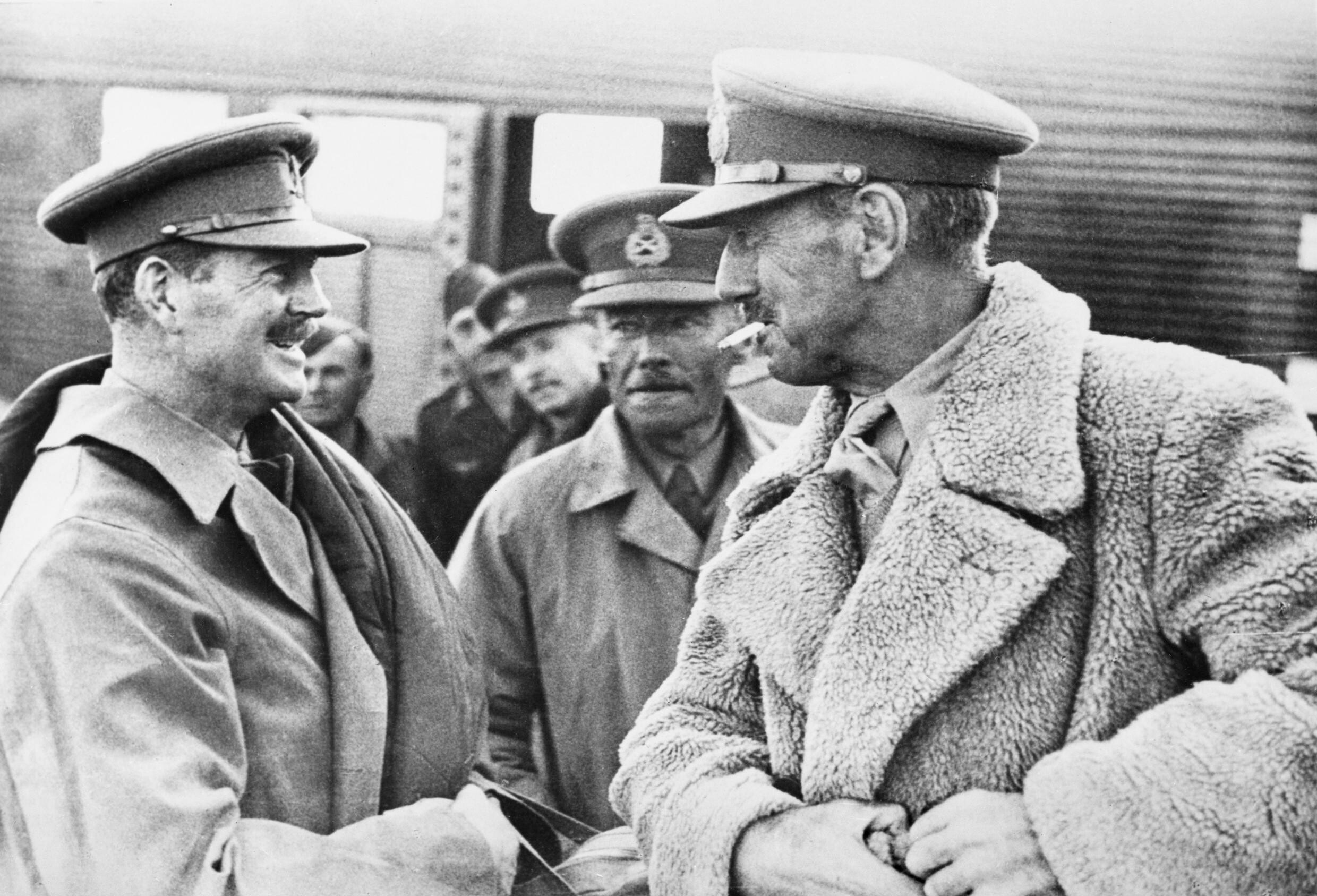
O'Connor (centre, a mitjana distància), juntament amb el brigadier John Combe (esquerra), el tinent general Philip Neame (centre) i el General Major Michael Gambier-Parry (dreta), i després de la seva captura al nord d'Àfrica.

#### Captivitat i fugida
O'Connor passà els dos anys i mig següents com a presoner de guerra, principalment a Castello di Vincigliata, prop de Florència. Allà, tant ell com Neame es trobaren personatges com el Major-General Sir Adrian Carton de Wiart i el Vicemariscal de l'Aire Owen Tudor Boyd. Tot i que les condicions de vida no eren excessivament incòmodes, els oficials ben aviat formaren un comitè de fugues i començaren a planificar la fugida. La primera temptativa, que consistí simplement a escalar i saltar els murs del castell, resultà en un mes de confinament en solitari. La segona temptativa, escapant a través d'un túnel construït entre octubre de 1942 i març de 1943, va tenir algun èxit amb la fugida de dos brigadiers neozelandesos, James Hargest i Reginald Miles, que van aconseguir arribar fins a Suïssa. Pel seu costat, O'Connor and de Wiart, viatjant a peu durant tota una setmana, van ser capturats a la vall del riu Po prop de Bolònia. Un cop més, el resultat va ser un mes de reclusió en solitari.
No va ser fins a la rendició italiana al setembre de 1943 en què tingué lloc la darrera temptativa de fugida, aquest cop amb èxit. Amb l'ajut del Moviment de Resistència Italiana, Boyd, O'Connor i Neame escaparen, marxant des de Vincigliati. Després d'una cita fracassada amb un submarí, van arribar en barca a Termoli, d'allà marxaren a Bari, on van ser rebuts com a hostes per General Alexander el 21 de desembre de 1943. Al seu retorn a Gran Bretanya, O'Connor va rebre l'orde de cavalleria que se li havia concedit el 1941, i fou promocionat a tinent general. Montgomery suggerí que O'Connor pogués ser el seu successor al capdavant del Vuitè Exèrcit, però aquest destí se li atorgà a Oliver Leese, i O'Connor va rebre el comandament del VIII Cos.

#### El VIII Cos i Normandia
El 21 de gener de 1944, O'Connor esdevingué el comandant del VIII Cos. Estava format per la Divisió de Guàrdies Blindada, l'11a Divisió Blindada, la 15a Divisió d'Infanteria (Escocesa), a més de la 6a Brigada de Guàrdies, el 8è Grup d'Exèrcit de l'Artilleria Reial i el 2n Regiment de Cavalleria de la Cort.
L'11 de juny de 1944, O'Connor i els elements d'avançada del VIII Cos arribaren a Normandia, al sector de Caen. La primera missió d'O'Connor (amb la 43 Divisió d'Infanteria (Wessex) va ser preparar l'Operació Epsom, un atac a través del cap de pont establert per la 3a divisió d'infanteria canadenca, travessar els rius Odon i Orne, assegurar les posicions elevades al nord-est de Bretteville-sur-Laize i aïllar Caen pel sud. L'avanç i la travessa dels rius es va poder fer de pressa. Montgomery, comandant d'O'Connor i vell amic dels temps a Palestina, el felicità a ell i al VIII Cos pel seu èxit. Però aïllar Caen es demostraria ser molt més difícil. El VIII Cos va haver de recular fins a l'Orne. O'Connor provà de restablir un cap de pont durant l'Operació Júpiter, però aconseguí un èxit menor. Si bé l'operació havia fallat en els seus objectius tàctics, Montgomery estava satisfet pels guanys estratègics a l'haver obligat als alemanys a emprar les seves reserves de blindats.
Després de passar a la reserva el 12 de juliol, la següent gran acció pel VIII Cos seria l'Operació Goodwood, en què si bé se li retiraren les divisions d'infanteria, se li afegí una tercera divisió blindada (la 7a Divisió). L'atac s'inicià el 18 de juliol amb un gran atac aeri portat a terme per la 9a USAAF, que acabà el 20 de juliol, conquerint les poblacions de Bras i Hubert-Folie a la dreta, Fontenai-sur-Orne a l'esquerra i Bourguébus al centre. Però a causa de les pluges torrencials que convertiren els camps en fangals, l'atac hagué d'aturar-se abans que es capturessin els objectius principals; i principalment el pas de Bourguebus, que era clau per a qualsevol sortida.
De nou amb la seva formació de pre-invasió, però amb la 3a Divisió d'Infanteria, el cos va dirigir-se al sud-oest de Caen per prendre part en l'operació Abric Blau. La 15a Divisió (Escocesa) atacà cap a Vire a l'est i a l'oest cap a Bois du Homme per facilitar l'avanç estatunidenc a l'operació Cobra.
Mentre que els Aliats es preparaven per perseguir als alemanys, O'Connor s'assabentà que el VIII Cos no participaria en aquesta fase de la campanya. El VIII Cos passà a formar part de la reserva, i els seus transports es destinarien als cossos XII i XXX Cos. El seu comandament va ser reduït a mitjans d'agost, quan les divisions de Guàrdies i l'11a Blindada van passar al XXX Cos i la 15a (Escocesa) al XII. Mentre que estava a la reserva, O'Connor mantenia una activa correspondència amb Churchill, Montgomery i d'altres, fent suggeriments per millorar els vehicles blindats i parlant sobre altres temes, com la fatiga de combat.

#### L'operacióHorta
O'Connor seguí al comandament del VIII Cos, on se li encarregà de donar suport al XXX Cos del general Horrocks durant l'operació Horta, el pla de Montgomery per establir un cap de pont al Rin als Països Baixos. Seguint la seva entrada a Weert a finals de setembre, el VIII Cos es preparà i prengué part en l'operació Aintree, l'avanç cap a Venray i Venlo.

#### L'Índia i final de la guerra
El 27 de novembre va ser retirat del seu càrrec, rebent l'ordre de substituir al tinent general Sir Mosley Mayne com a Comandant en Cap del Comandament Oriental a l'Índia. Segons algunes versions, Montgomery propicià el moviment per no ser prou rude amb els seus subordinats americans, tot i que altres versions indiquen que la decisió va ser presa pel Cap de l'Estat Major Imperial General Mariscal de Camp Alan Brooke, però que Montgomery no va fer res per evitar-ho. Això marcà el final d'una llarga i distingida carrera de combat, tot i que el nou càrrec era important, ja que havia de controlar les línies de comunicació del Catorzè Exèrcit.
El novembre de 1945, O'Connor va ser promogut a General i nomenat Comandant en Cap del Comandament Nord a l'Índia. Entre 1946 i 1947 va ser Adjunt General a les Forces i Aide-de-Camp del Rei. Passà molt de temps visitant les tropes britàniques destinades a l'Índia i a l'Orient. Però la seva carrera com a Adjunt General va ser curta. Després d'un desacord sobre una desmobilització cancel·lada de les tropes de l'Extrem Orient, O'Connor presentà la seva dimissió, que li va ser acceptada. Poc després va rebre la Gran Creu de l'Orde del Bany.

### Retir
O'Connor es retirà el 1948, amb 58 anys. Malgrat el seu retir, va mantenir els seus lligams amb l'Exèrcit i va tenir noves responsabilitats. Va ser comandant del Cos de Cadets de l'Exèrcit a Escòcia entre 1948 i 1959; Coronel dels Cameronians des de 1951 i fins a 1954; Lord Tinent de Ross and Cromarty de 1955 a 1954 i finalment serví com a Lord Alt Comissionat de l'Assemblea General de l'Església d'Escòcia el 1964. La seva primera esposa, Jean, va morir el 1959, i el 1963 es casà amb Dorothy Russell. El juliol del 1971 va ser nomenat Cavaller del Card. Va aparèixer al 8è episodi, “The Desert: North Africa (1940–1943)”, de la sèrie documental The World at War..
Va morir al Londres el 17 de juny de 1981, als 91 anys.

## Historial Militar i Condecoracions[28]

### Dates de promoció
Tinent de 2a - 18/09/1909
 Tinent - 06/05/1911
 Capità - 11/03/1915
 Major - 16/12/1926 (en funcions: 01/01/1917)
 Tinent Coronel - 12/01/1936 (en funcions: 17/12/1926)
 Coronel - 03/04/1936, antiguitat 17/12/1929
 Brigadier - 05/08/1937-27/10/1938
 Major General - 29/09/1938, antiguitat 06/01/1938
 Tinent General - 18/05/1944, antiguitat 10/08/1941 (en funcions: 03/11/1940-17/05/1944)
 General - 17/04/1945 (retirat el 30/01/1948)

### Condecoracions
Cavaller del Molt Antic i Molt Noble Orde del Card (juliol de 1971)
 Gran Creu de Cavaller del Molt Honorable Orde del Bany (1947)
 Comandant de l'Orde del Bany (4/3/1941)
 Company de l'Orde del Bany (1940)
 Orde del Servei Distingit (1917)
 Barra (octubre de 1918)
 Creu Militar (18/2/1915)
 13 Mencions als Despatxos (17/2/1915, 1/1/1916, 4/1/1917, 15/5/1917, 18/12/1917, 30/5/1918, 4/12/1918, 6/1/1919, 5/6/1919, 15/9/1939, 1/4/1941, 27/1/1944, 22/3/1945)
 Estrella de 1914-15
 Medalla Britànica de la Guerra 1914-20
 Medalla de la Victòria de 1914-1918
 Medalla de Palestina 1936-1939 amb Barra
 Estrella de 1939-45
 Estrella d'Àfrica
 Estrella de França i Alemanya
 Medalla de la Guerra 1939-1945
 Medalla del Jubileu de Plata del Rei Jordi V 1935
 Medalla de la Coronació del Rei Jordi VI 1937
 Comandant de la Legió d'Honor (França)
 Creu de Guerra 1939-1945 amb Palma (França)
 Medalla de Plata al Valor Militar (Itàlia) (octubre de 1918)